# 職員基本条例
職員基本条例（しょくいんきほんじょうれい）とは、教職員を含めた職員について人事評価や処分ルールを定めた大阪府または大阪市の条例。

## 概要
教職員を含めた職員について人事評価や処分ルールの明確化を規定している。
- 職員の評価方法を5段階の相対評価とし、2年連続で下位5％の最低評価を受け、研修等でも改善しない職員は分限免職の対象とする。
- 5回の職務命令違反（同一命令は3回）を繰り返した職員について分限免職を検討する。

また大阪市では天下り規制の厳格化のために市が財政支援する全団体・企業への再就職を原則禁止する規定が盛り込まれた。
橋下徹率いる大阪維新の会主導で条例案が提出され、2012年3月に大阪府で、2012年5月に大阪市でそれぞれ制定された。